# بوب كوني
بوب كوني (بالإنجليزية: Bob Cooney)‏ هو لاعب كرة قاعدة أمريكي، ولد في 12 يوليو 1907 في غلينز فولز في الولايات المتحدة، وتوفي في 4 مايو 1976.